# Växellåda
Växellådan är en del av drivlinan (kraftöverföringen) mellan motor och drivhjul i motorfordon. Växellådor återfinns i många andra maskiner, men denna artikel har fokus på växellådor för motorfordon med förbränningsmotorer. Växellådans funktion är att ändra utväxling beroende på fart och kraftbehov. Detta sker vanligen med hjälp av olika kombinationer av kugghjul. Litet kugghjul till stort minskar varvtalet (farten) men ökar vridmomentet (dragkraften) och stort till litet ökar varvtalet men med mindre dragkraft som följd. Det finns vanligen även en backväxel som reverserar rotationsriktningen så att drivningen sker bakåt.

## Växellådor i fordon med förbränningsmotor
Någon typ av utväxling är i praktiken nödvändig eftersom vanliga förbränningsmotorers (typ Otto-motorns) användbara arbetsområde är cirka 1000–6000 r/min, men önskat hjulvarvtal är ca 0–1000 r/min för normala hastigheter. Acceleration till en hastighet inom motorns normala arbetsområde kan inte ske utan att inledningsvis åstadkomma en rejäl nedväxling.
En vanlig förbränningsmotor fungerar bara i en rotationsriktning och kräver därför en särskild anordning för att kunna driva fordonet i backriktningen. Utväxlingen för backväxeln är anpassad för låg fart och högt vridmoment, vanligen ungefär samma utväxling som för lägsta växeln framåt.
De två huvudprinciperna av växellådor i motorfordon är manuell växellåda och automatisk växellåda. Utöver detta finns lösningar med automatisk, steglöst reglerbar transmission, utan fasta kugghjulsförhållanden, en så kallad variator.
Tyngre fordon har vanligen två växelreglage, för att åstadkomma större antal utväxlingsförhållanden, exempelvis låg- och högväxlar, men ytterligare varianter förekommer. Hög/lågregister kan väljas med knapp, eller ibland spak. Även personbilar har ibland utrustats med en separat överväxel. Speciella växelfunktioner i fordon är val av drivna hjul (2- eller 4-hjulsdrift), låsning av differential och inkoppling av kraftuttag för anslutning av maskiner (exempelvis på traktor).
Växelspak är ett reglage med vilken man kan välja mellan olika växellägen i växellådan. På fordon med automatisk växellåda benämns reglaget ofta växelväljare. Växelspaken eller -väljaren är idag som regel placerad på golvet eller kardantunneln (golvväxel) i personbilar, eller mer ovanligt (men tidigare populärt) på rattstången (rattväxel). På senare tid har det blivit populärt med paddlar på ratten för att kunna växla upp eller ned. Växellådor som då används är sekventiella, vilket innebär att växlingen sker genom att förflytta växelspaken (eller paddeln) i samma riktning vid varje uppväxling och motsatt riktning vid nedväxling, till skillnad mot traditionella växellådor där växelspaken skall förflyttas i H-form. Skillnaden mellan en traditionell växellåda och en sekventiell växellåda består i regel endast av att länkaget (mellan gafflarna som förskjuter kugghjul och växelspaken) har ersatts av annat länkage, till exempel en trumma som vid rotation förskjuter gaffel och därmed också kugghjul på önskat sätt. Denna konstruktion är egentligen bara en ersättning av länksystemet men det är användarvänligare i och med att manövrering alltid sker på samma sätt vid alla uppväxlingar respektive nedväxlingar. Detta ger möjlighet till snabba växlingar och att det blir omöjligt att missa (hoppa över) växlar.

## Växellådor i fordon med elektrisk motor
Elmotorers varvtal och rotationsriktning kan regleras direkt med styrning av strömtillförseln, vilket med vissa motorer kan eliminera behovet av mekanisk växel. Många elmotorer kan vara i kontinuerlig drift från 0 r/min utan problem. Motorbromsning kan göras och överskottsenergi kan matas till strömkällan.

## Manuell växellåda

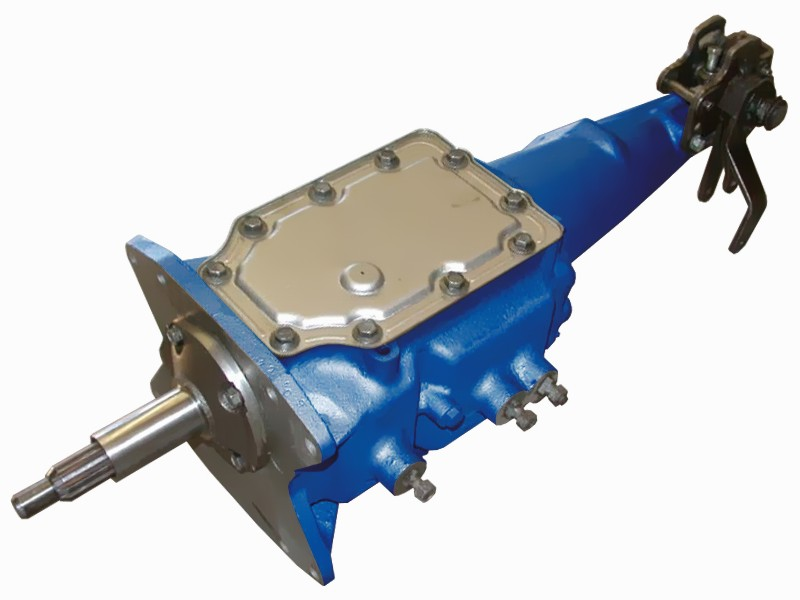
Manuell växellåda tillverkad av Ford.

Den manuella växellådan består av ett kugghjulspar per växel, där utväxlingsförhållandena är fördelade i lämpliga steg för att motorns effektkurva skall kunna utnyttjas effektivt genom hela fartregistret. Beroende på fart, belastning, och liknande väljer föraren manuellt en passande växel för stunden. Eftersom växellådan är en helt mekanisk konstruktion överför den kraft oavsett om motorn går eller ej, och medger därför till exempel att fordonet kan bogseras igång vid behov samt motorbromsning. Detta har dock nackdelen att en ovan förare kan få motorstopp genom att välja en alltför hög växel, vilket belastar motorn med för högt moment vid lågt varvtal. Växellådan har även en backväxel som vänder den utgående axelns rotationsriktning, samt ett friläge. Kugghjulsparen är i ständigt ingrepp, och växeln väljs genom att kugghjulen kopplas ihop med axlarna med hjälp av klokopplingar. Även andra konstruktioner förekommer.
Moderna växellådor i personbilar är helsynkroniserade. Synkronisering innebär att drevens periferihastighet (och därmed varvtalet) anpassas automatiskt till varandra av en mekanisk funktion innan växeln läggs i. Äldre växellådor var ofta osynkroniserade, åtminstone på ettans växel, vilket krävde en viss teknik från förarens sida för att lägga i en växel, för att dreven skulle ha liknande hastighet.
Med till exempel en fyrväxlad låda menas att växellådan har fyra växlar framåt (back och friläge räknas alltså inte in). Utvecklingstrenden har gått mot allt fler växlar; på 1960-talet var treväxlade bilar vanliga, medan många bilar idag har sex växlar. Tyngre fordon kan ofta ha 6–16 växlar plus backväxlar, vanligen i låg- och högregister. Exempelvis finns Volvo FM med fjortonväxlad låda som tillval. En extra växelfunktion kan vara implementerad separat från själva växellådan.
Moderna växellådor har snedskurna kugghjul vilket minskar oljud. Backdrevet är däremot rakskuret på en del växellådor, vilket ger upphov till ett karakteristiskt "tjutande" läte när bilen backar. Smörjningen av växelsystemet sker med växellådsolja, som till skillnad från motoroljan inte har samma temperaturbeständighetskrav, men måste tillåta god smörjning vid högt tryck i kontakten mellan dreven för minskat slitage, och även dämpa oljud.

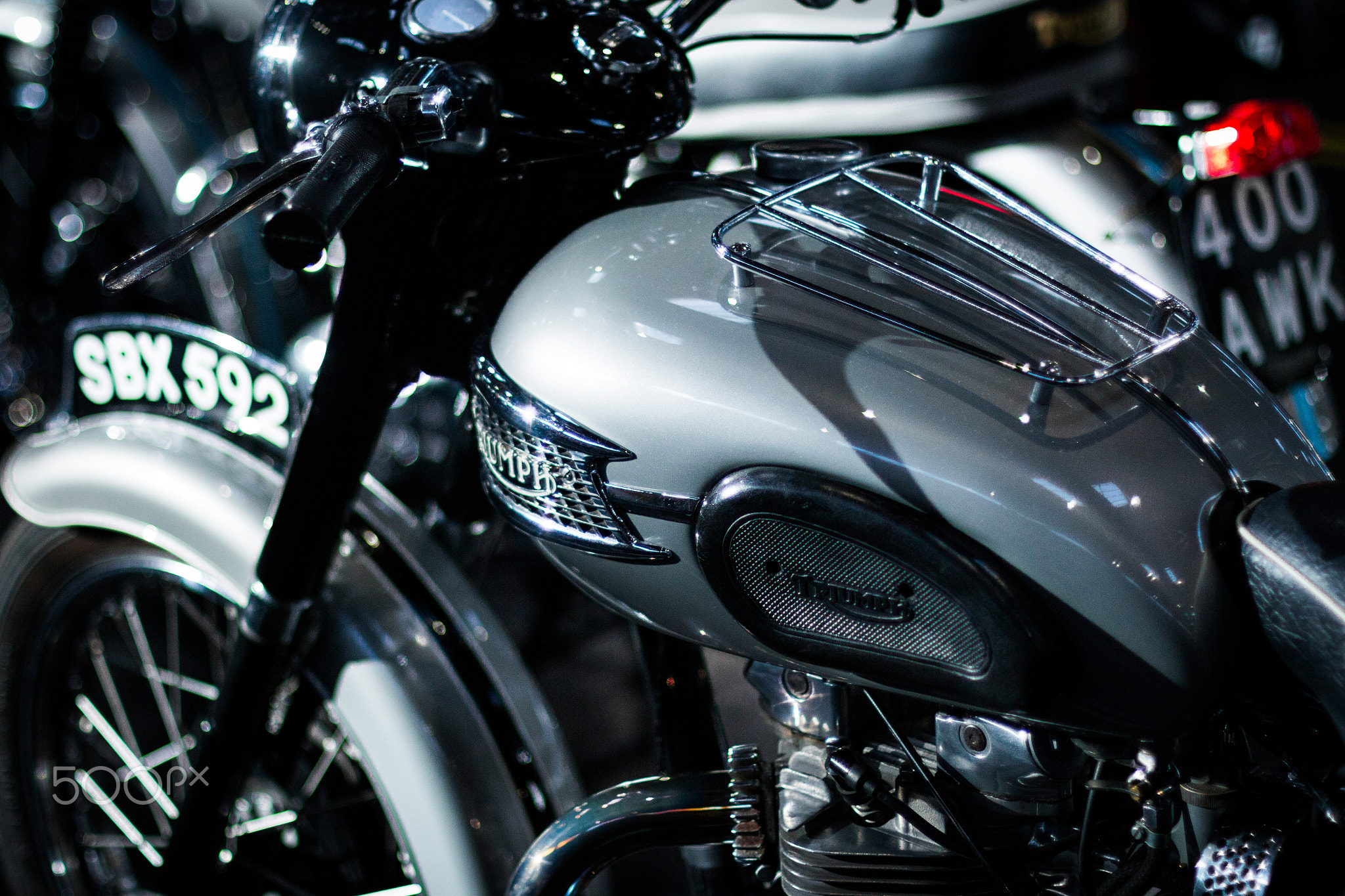
Kopplingshandtag på vänster sida av styret på motorcykel

I de flesta bilar väljer föraren växel med en växelspak. Den sitter i regel mellan framstolarna (golvväxel). Vissa äldre bilar – till exempel Saab 96 – hade dock rattväxel, vilket innebär att växelspaken sitter på rattstången. På motorcyklar växlar föraren med en pedal som oftast manövreras med vänster fot.
För att möjliggöra växling samt framförallt start från stillastående används en mekanisk koppling, normalt av lamelltyp. Denna möjliggör att kraftöverföringen mellan motor och växellåda frikopplas och ingrepp mellan kugghjulen kan ske utan belastning. Därefter anbringas kraften gradvis genom att kopplingen successivt övergår från att ha varit frikopplad till att med en viss slirning till slut fast ihopkopplad.
I bilar manövreras kopplingen med en pedal, medan den i motorcyklar i allmänhet manövreras med ett handtag på vänstra delen av styret.

## Automatväxellåda

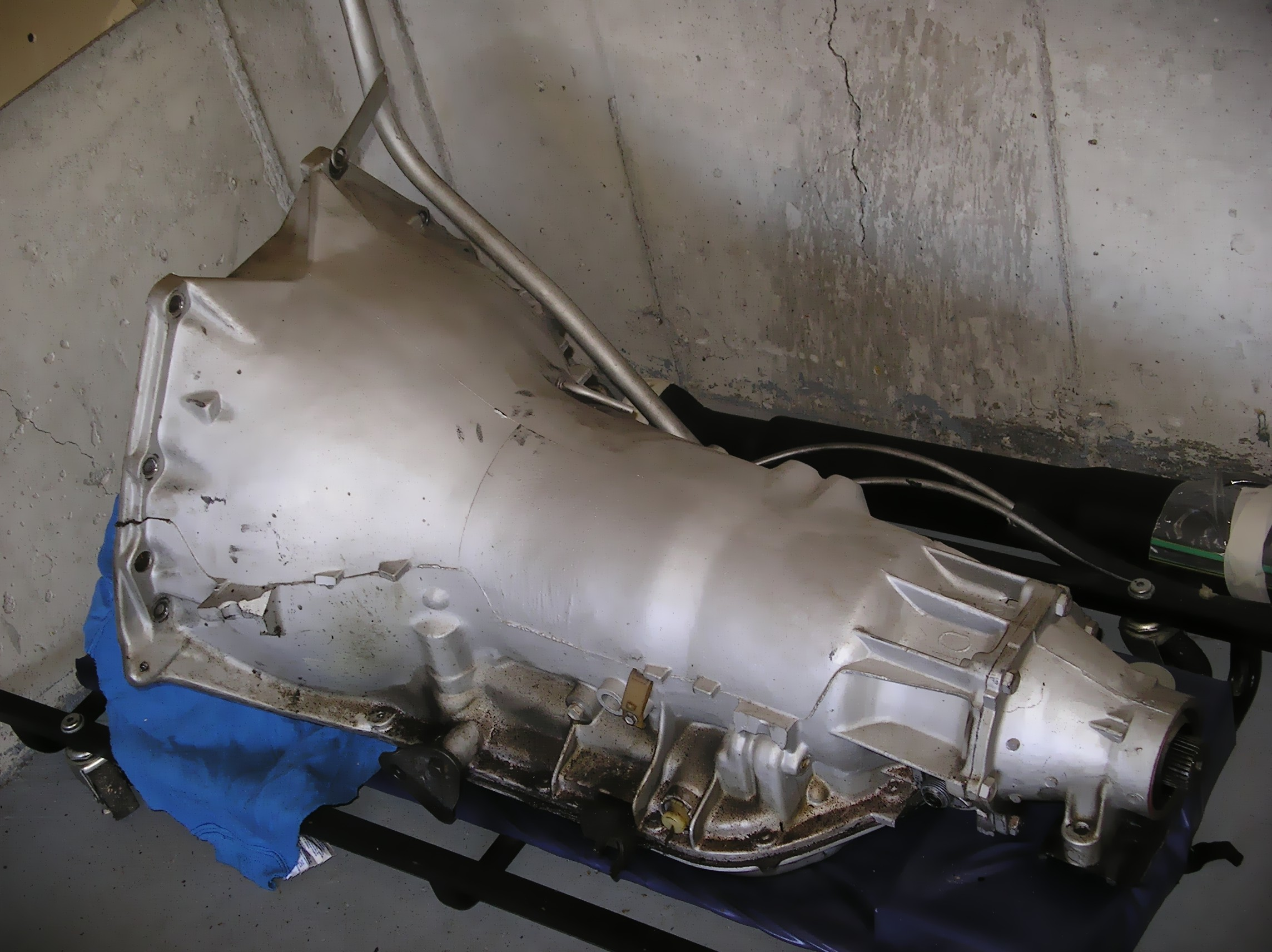
Automatlåda tillverkad av GM.

I automatiska växellådor passerar motorns kraft genom ett antal planetväxlar på rad efter varandra, till skillnad från manuella växellådor. Utväxlingarna ändras här genom att man låser valda delar av solhjul, planethjul, och ringdrev inbördes med hydrauliskt manövrerade friktionsband och kopplingar. Oljan för automatväxellådor görs med andra egenskaper än för manuella. Hydrauliken drivs av en pump på växellådans ingående axel, och det krävs därför att motorn är igång för att växellådan skall fungera och även smörjas korrekt. På grund av detta finns ofta restriktioner kring bogsering. Det är som regel inte heller möjligt att bogsera igång ett automatväxlat fordon. Motorbromsning exempelvis i nedförsbacke brukar inte kunna ske på samma sätt som med en manuell växellåda, men de flesta automatväxellådor har särskilda lågväxellägen för just detta. Kraftöverföringen från motor till växellåda sker medelst en momentomvandlare.
Automatväxeln i en personbil har vanligen 3–6 växlar framåt (D) och en för back (R), och tunga fordon kan ha ännu fler. Det har även blivit modernt att utveckla automatiska växellådor med upp emot tio växlar för användning i bilar. För speciella driftsbehov kan maximal växel oftast väljas manuellt med bestämda lägen för växelväljaren. Adaptiva lådor, som anpassar växlingsprogrammet efter hur föraren kör, och/eller olika program, för exempelvis mest ekonomisk körning, högsta prestanda eller halt väglag, är också vanligt förekommande. För snabbare acceleration finns vanligen en "Kickdown"-funktion, så att om föraren trampar ned gaspedalen förbi det normala fullgasläget. Därmed sker en nedväxling automatiskt till lägsta möjliga växel för att öka vridmomentet och minska accelerationstiden. Automatväxellådor behöver ingen kopplingspedal då den hydrauliska momentomvandlaren tillåter en viss slirning. Detta gör det både möjlighet, att med en lätt bromsning hålla fordonet stillastående på tomgång, trots att en växel är ilagd, och att byta växel under färd. 
Automatiska växellådor för större arbetsmaskiner, som kan växlas under belastning, benämns ofta powershiftväxellåda.
Rostiga automatväxellådor är väldigt svåra att rengöra, därför bör en lastbil inte köra snabbt med en.
Andra varianter av automatiserad växling (eg. transmission) är:
- CVT, även kallad Variomatic då den marknadsfördes av holländska DAF.

- Sensodrive – i grunden en 5-växlad manuell växellåda med mekanisk koppling, som har byggts om så att den växlar automatiskt. Kan också styras manuellt med växelspaken eller paddlar vid ratten. Används av Citroën i modellerna C1, C2 och C3.

- I-Shift är Volvos motsvarighet på lastbilar och bussar, ett elektroniskt styrt system baserat på en manuell växellåda med exempelvis 12 växlar. Volvo hävdar att datorstyrningen möjliggör lägre bränsleförbrukning än manuell växling. Scanias variant heter Opticruise.[2]